# Мирослав Јовановић (политичар)
Мирослав Јовановић (мкд. Мирослав Јовановиќ, Иванковци, 7. август 1960) је северномакедонски политичар, председник Српске странке у Македонији и некадашњи посланик Собрања Северне Македоније.

## Биографија
Јовановић је рођен 7. августа 1960. године у месту Иванковци код Велеса. Завршио је Технички факултет и по струци је машински инжењер. Ради као професор у средњој школи у Прешеву. Након оснивања Српске странке у Македонији (ССМ) 12. марта 2014. године, за њеног председника је изабран Јовановић. На ванредним парламентарним изборима 2016. године ССМ, као део коалиције око Социјалдемократског савеза Македоније (СДСМ), освојила је један посланички мандат, чиме је Јовановић изабран за посланика у Собрању. На следећим парламентарним изборима 2020. године, Јовановић осваја други узастопни посланички мандат.